# Sierra Madre de Oaxaca
La sierra madre de Oaxaca es una extensión de la Sierra Madre Oriental, al sur de su unión con el eje Volcánico Transversal corre de noroeste a sureste, desde el noroeste de Oaxaca, en la Sierra Mazateca, hasta las últimas estribaciones de la Sierra Mixe que bajan hacia la planicie del Istmo de Tehuantepec
Los pueblos indígenas que habitan esta sierra son los cuicatecos, mazatecos, chinantecos, zapotecos y mixes.
- Datos: Q3847579